# Vojo Vujević
Vojislav Vujević –conocido como Vojo Vujević– (2 de marzo de 1955) es un deportista yugoslavo que compitió en judo. Ganó una medalla de bronce en el Campeonato Mundial de Judo de 1981 en la categoría de –71 kg.
Participó en los Juegos Olímpicos de Moscú 1980 y Los Ángeles 1984, donde finalizó decimonoveno en la categoría de –71 kg, en ambas ediciones.

## Palmarés internacional
| Campeonato Mundial | Campeonato Mundial        | Campeonato Mundial | Campeonato Mundial |
| Año                | Lugar                     | Medalla            | Categoría          |
| ------------------ | ------------------------- | ------------------ | ------------------ |
| 1981               | Maastricht (Países Bajos) | Medalla de bronce  | –71 kg             |